# Isoprothallie
 (août 2013).
Si vous disposez d'ouvrages ou d'articles de référence ou si vous connaissez des sites web de qualité traitant du thème abordé ici, merci de compléter l'article en donnant les références utiles à sa vérifiabilité et en les liant à la section « Notes et références ».
L’isoprothallie (parfois appelé homoprothallie), par opposition à l'hétéroprothallie, désigne un état caractéristique dans lequel le prothalle est bisexué (hermaphrodisme), c'est-à-dire le gamétophyte haploïde du cycle de vie des Ptéridophytes.

## Description
Il comporte à la fois des gamétanges mâles (anthéridies) et femelles (archégones). Ces gamétanges produiront des gamètes mâles (anthérozoïdes, maintenant appelés spermatozoïdes végétaux) et femelles (oosphères).
Malgré le fait que ces prothalles soient bisexués, ils ne se fécondent pas eux-mêmes mais trouvent un autre prothalle avec lequel la fécondation a lieu, ce qui redonne un sporophyte fonctionnel (à 2n chromosomes), capable à son tour de fabriquer des spores par méiospore. Cette recherche de fécondation croisée est appréciable sur le plan évolutif, car elle permet une plus grande diversité et adaptation des organismes à leur milieu, alors qu'une auto-fécondation (autogamie) réduit considérablement la diversité, surtout sur le long terme.
L'isoprothalle est le gamétophyte haploïde issu de la germination d'une spore haploïde, qui se multiplie par mitoses successives. Dans le cas d'un cycle isosporé les spores sont toutes identiques et non sexuées, il n'y a pas de différence de taille ou de morphologie notable entre elles. L'isosporie semble être un mécanisme ancestral par rapport à l'hétérosporie.
Un exemple de cycle de vie isosporé est celui de la fougère Woodsia obtusa.